# Há cảo
Há cảo (giản thể: 虾饺; phồn thể: 蝦餃; Hán-Việt: hà giáo; nghĩa đen '(bánh) bột tôm') là một món ăn có nguồn gốc từ huyện Thuận Đức, Quảng Đông, Trung Quốc. Món ăn này được dùng phổ biến trong các bữa ăn sáng, dimsum.
Tên gọi "Há cảo" trong tiếng Quảng Đông phát âm là haa1 gaau2, rất gần với phát âm của từ Há cảo tiếng Việt. Đối với ẩm thực Philippines, món này dùng trong các bữa xế. Món ăn này có thể tự làm vừa nhanh lại vừa dễ dàng, cũng có thể dùng làm món khai vị, chay mặn đều dùng được. Há cảo dễ chế biến và không gây nặng bụng, nó còn là món ăn lý tưởng để làm mồi nhậu. Với lớp vỏ trong mờ lấp ló nhân tôm thịt hồng hồng đẹp mắt với chút xanh của hành lá cùng mùi thơm cuốn hút khiến thực khách cảm thấy hấp dẫn.

## Đặc điểm
Há cảo cấu tạo gồm 2 phần là vỏ bánh và nhân thịt. Vỏ bánh được làm từ bột mì, bột há cảo, bột năng, nhân bánh thì có thể đa dạng gồm thịt, tôm, các loại rau, củ quả, nguyên liệu làm gồm nước sôi để luộc, dầu mỡ, hành, mắm, muối... há cảo thông dụng là món há cảo hấp, ngoài ra còn món há cảo chiên.
Há cảo tùy theo mỗi quốc gia có cách chế biến, gia giảm khác nhau. Há cảo kiểu Việt Nam khi chín có độ trắng trong và ăn mềm, há cảo kiểu Nhật Bản hay Hàn Quốc khi ăn bánh vẫn còn giòn tan như cái giòn của vỏ bánh xèo. Cũng từ một nguồn há cảo gốc Trung Hoa khi đến các nước khác, nó được biến hoá cho phù hợp với văn hóa của đất nước đó mà trở nên đa dạng hơn.
Tuy là món ăn có nguồn gốc từ người Hoa, nhưng nguyên liệu và cách làm lại khá gần gũi với người Việt. Há cảo được biến tấu thành nhiều vị khác nhau, tùy thuộc vào sở thích ăn của từng người để trộn nhân bánh. Có há cảo nhân tôm cua, há cảo nhân hẹ, nhân rau củ,… Há cảo sau khi cuốn được chiên giòn trong dầu vàng ươm, giòn tan, ăn rất ngon miệng.